# Блэр-младший, Джон
Джон Блэр-младший (англ. John Blair, Jr.; 1732 — 31 августа 1800) — американский политик и юрист, судья.
Родился в известной семье из Вирджинии. Окончил Колледж Уильяма и Мэри и изучал право в Лондоне.
Принимал активное участие в движении за отделение от Великобритании. После провозглашения независимости занимал различные должности в правительстве штата Вирджиния. В 1787 году принимал участие в Филадельфийском конвенте и был одним из тех, кто подписал Конституцию. Президент Джордж Вашингтон назначил его 24 сентября 1789 одним из первых судей Верховного суда Соединённых Штатов. Два дня спустя его кандидатура получила признание в Сенате. Эти обязанности он исполнял до 27 января 1796 года, когда ушёл в отставку.